# خولم
شهر خولم، بخش خولمسکی، اوبلاست نووگورود (به روسی: Холм) در کشور روسیه و در اوبلاست نووگورود واقع شده‌است.